# Great Republic
«Great Republic» («Великая Республика») — американский корабль, спущенный на воду в 1853 году.
Был самым большим деревянным кораблем в мире на тот момент, разделив этот титул с другим кораблем американской постройки — пароходом «Adriatic». «Great Republic» стал также самым большим судном с полным такелажем, когда-либо построенным в Соединенных Штатах. В исторической коллекции Института Эссекса, в томе LXIII, имеется подробное описание этого корабля.

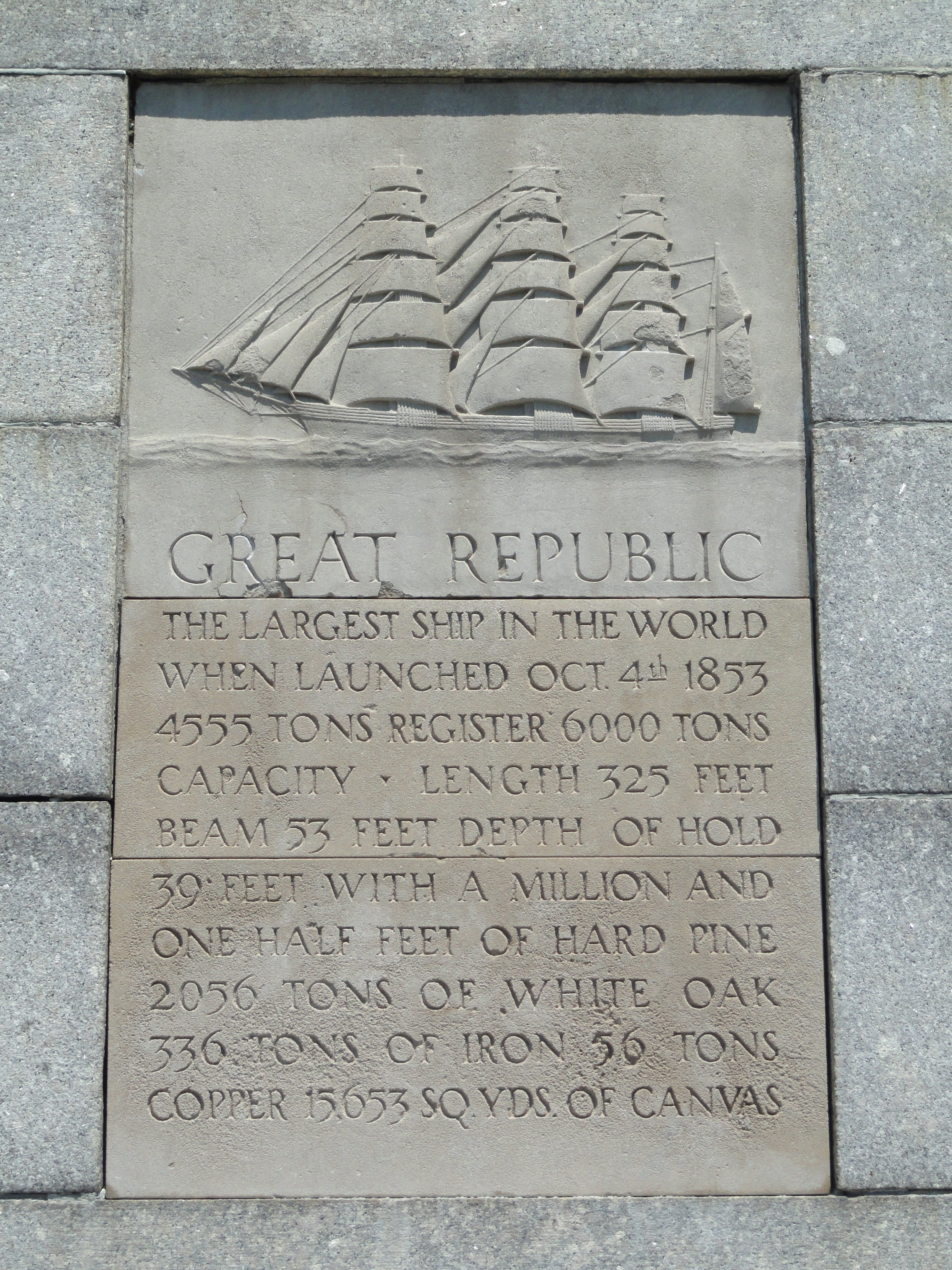
Памятная доска на обелиске Маккею

## История
Разработанный военно-морским архитектором и кораблестроителем Дональдом Маккеем как четырёхпалубный четырёхмачтовый средний клипер водоизмещение 4555 тонн — «Great Republic» должен был стать самым прибыльным деревянным парусным судном, когда-либо курсировавшим во времена австралийской золотой лихорадки и торговли в южных частях океанов. Название корабля было взято из названия стихотворения Генри Лонгфелло.
Спуск корабля был запланирован на 4 сентября 1853 года — день рождения самого Дональда Маккея, но был перенесен на 4 октября из-за проблем с поставками древесины. Бостон объявил спуск корабля государственным праздником, на котором присутствовало от 30 000 до 50 000 зрителей, в том числе Фердинанд Лайсз из компании Flying P-Line. Во время торжества капитан судна Олден Гиффорд (Alden Gifford) по традиции окрестил судно бутылкой чистой воды Cochituate.
После снаряжения «Great Republic» отправился с балластом из Бостона в Нью-Йорк, где в декабре 1853 года на него был загружен первый груз.

## Эксплуатация судна
26 декабря 1853 года в зданиях пекарной компании Novelty Baking Company, находящейся недалеко от пирса, где были пришвартованы «Great Republic» и несколько других деревянных торговых судов, вспыхнул пожар. Огонь быстро распространился на пакетбот «Joseph Walker» и на клиперы «White Squall», «Whirlwind» и «Red Rover», искры от огня также посыпались на палубу «Great Republic».
«Great Republic» сгорела почти до ватерлинии и была затоплена, чтобы спасти свой корпус, но раздувшееся в трюме зерно разорвало швы клипера. Потопленный корабль был продан страховщиками капитану Натаниэлю Палмеру, который перестроил «Great Republic» в трехпалубное судно с уменьшенными мачтами. Все ещё самый большой клипер в мире с водоизмещением 3357 тонн, «Great Republic» под командованием капитана Джозефа Лимбернера (Joseph Lymburner) вернулся на торговую службу 24 февраля 1855 года. Его первое плавание состоялось в Ливерпуль.
Судно было перестроено в 1862 году: четвёртая мачта была снята, а остальные переоборудованы — клипер стал трехмачтовым кораблем с полной оснасткой, так называемым трехъярусным парусником. В 1869 году парусник был продан компании Merchants' Trading Company of Liverpool и переименован в «Denmark». Он продолжал работать до 5 марта 1872 года, когда ураган у Бермудских островов вызвал сильную течь на судне, и оно была оставлено экипажем и затонуло.

Изображения судна
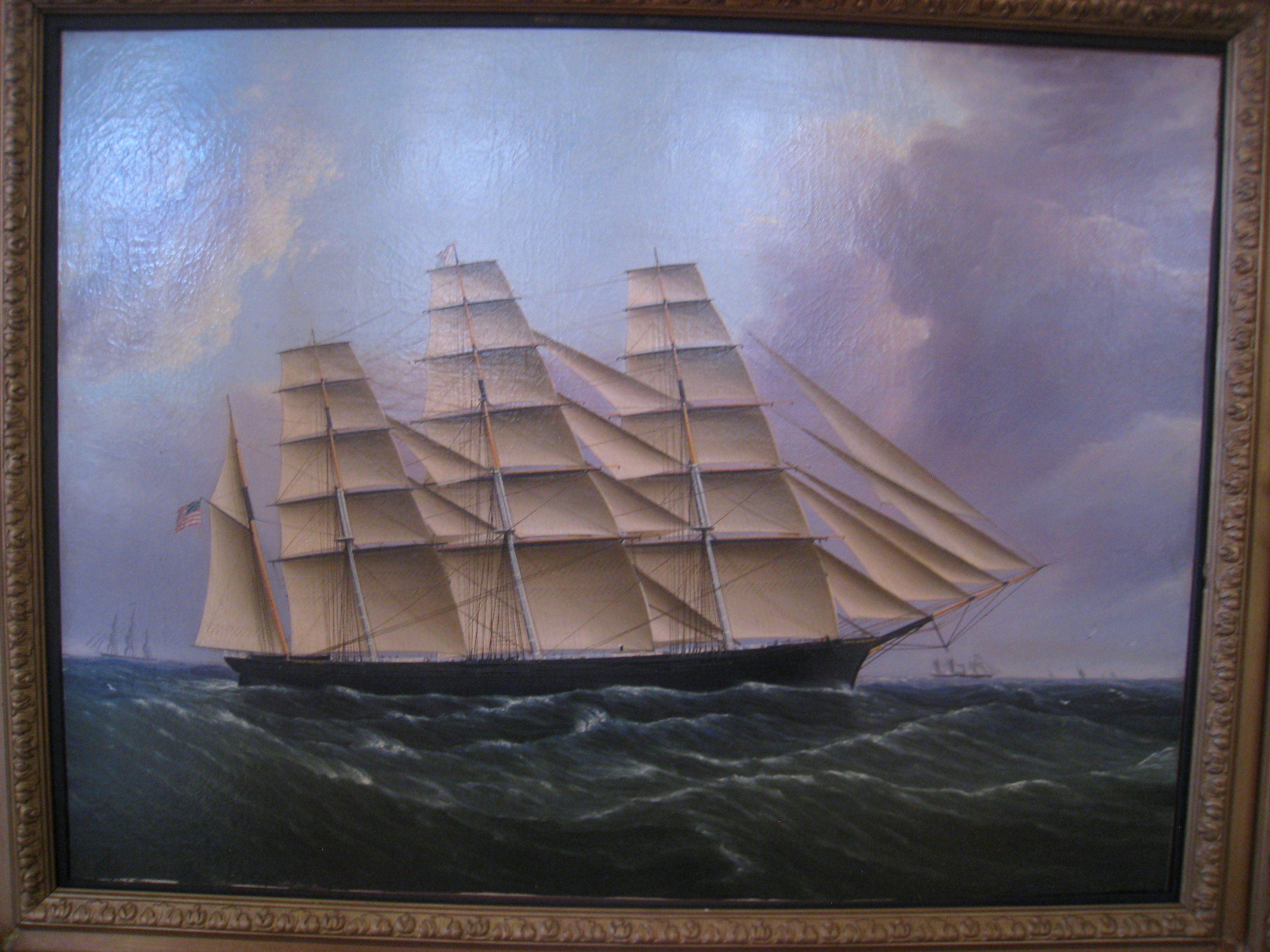
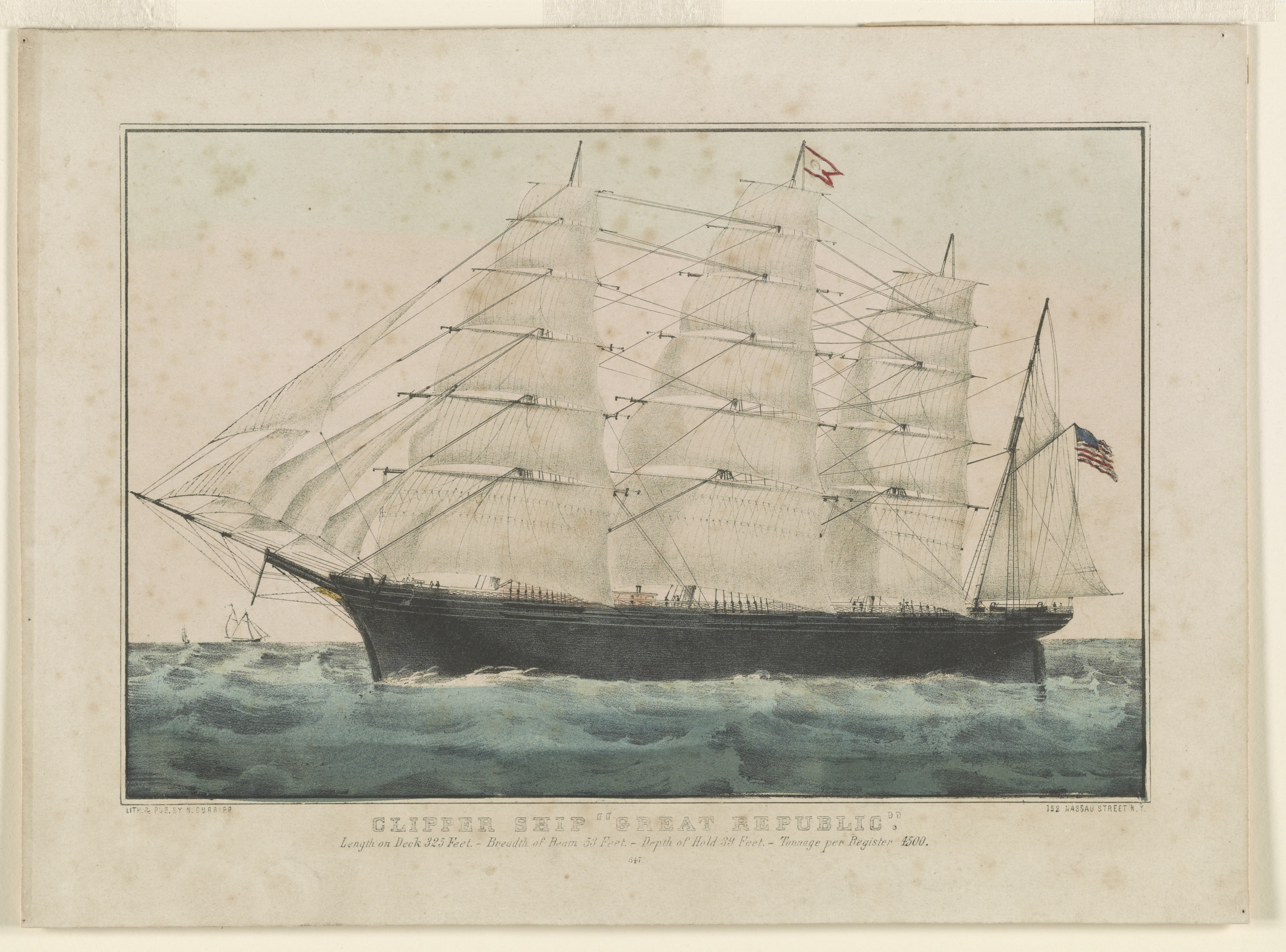
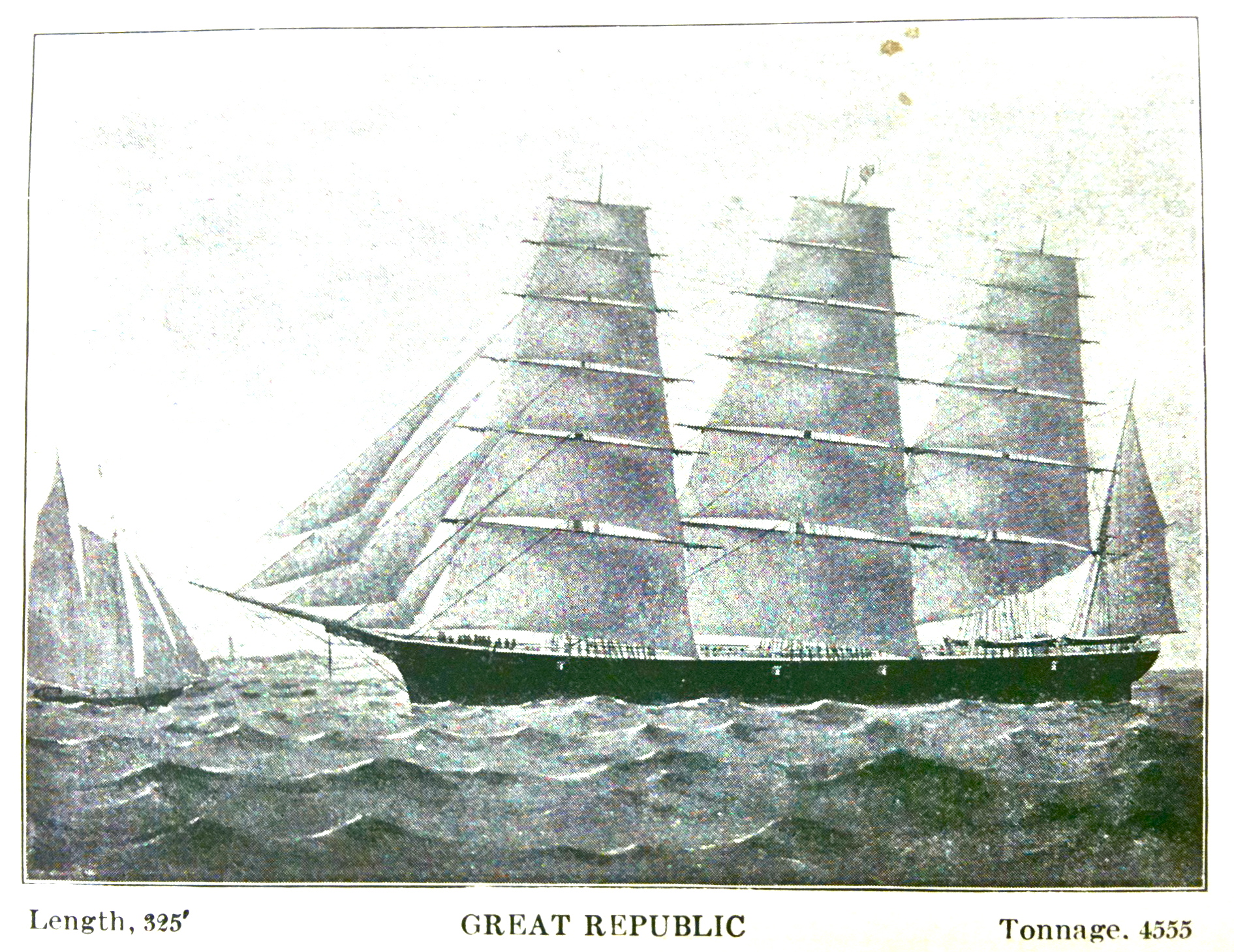